# Synagogue de Novi Sad
La synagogue de Novi Sad (en serbe cyrillique : Новосадска синагога ; en serbe latin : Novosadska sinagoga) se trouve à Novi Sad, la capitale de la province de Voïvodine, en Serbie. Construite entre 1905 et 1909, elle fait partie d'un ensemble officiellement désigné sous le nom de « Complexe de la synagogue, de l'école et du bâtiment de la communauté juive à Novi Sad », qui est inscrit sur la liste des entités spatiales historico-culturelles de grande importance de la république de Serbie (n° d'identifiant PKIC 45),.
La synagogue est située 11 rue Jevrejska, « la rue des Juifs », dans le quartier de Stari grad.

## Historique

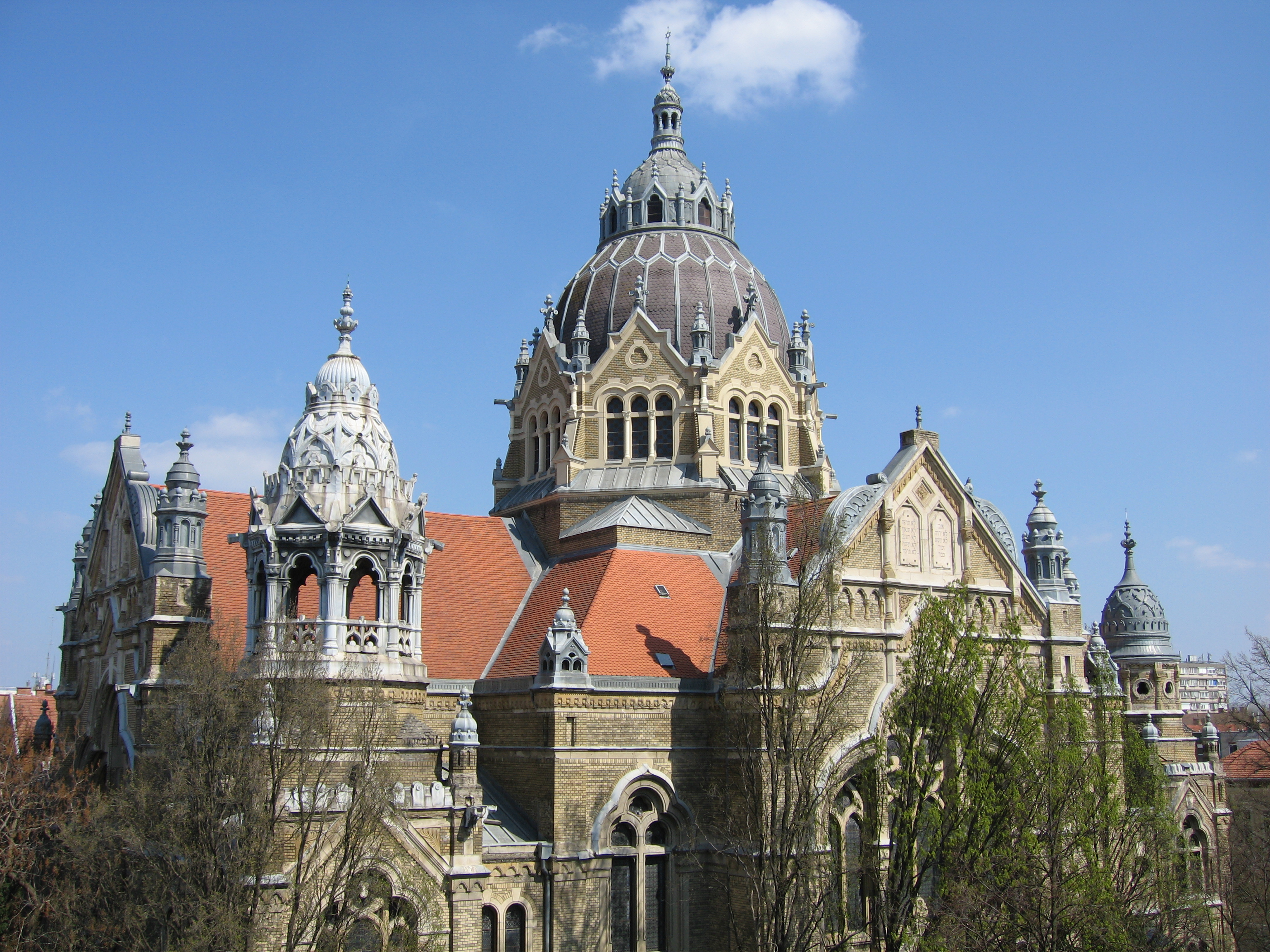
La synagogue de Szeged, dessinée par Lipót Baumhorn

La communauté juive de Novi Sad fut autorisée à construire sa première synagogue au début du XVIIIe siècle ; elle fut réalisée en 1717. Avec le développement de la communauté, elle fut remplacée par un second édifice, construit en 1749 et enregistré sous le nom de « Synagoga Judaeorum ». Une troisième synagogue fut construite en 1780, dont il ne reste que le parokhet, aujourd'hui conservé au Musée historique juif de Belgrade. Une quatrième synagogue fut construite au même endroit en 1826 ; comme d'autres édifices de Novi Sad, elle fut endommagée lors de la révolution hongroise de 1848-1849 ; elle fut restaurée en 1852 et en 1859. Au début du XXe siècle, la communauté juive comptait 2 000 membres pour une population totale de 60 000 habitants et la synagogue devint trop petite.
La construction d'une cinquième synagogue devint alors le projet toute la communauté juive de Novi Sad, à l'instigation de Károly Kohn, qui en fut le président de 1895 à 1906. L'architecte hongrois Lipót Baumhorn (1860-1932), lui-même d'origine juive, fut appelé pour concevoir les plans du nouvel édifice ; Baumhorn était considéré à l'époque comme l'un des plus importants concepteurs de synagogues de l'Empire austro-hongrois ; au cours de sa carrière, entre 1888 et 1932, il dessina les plans de 24 synagogues, dont la synagogue de Szeged en 1903,.

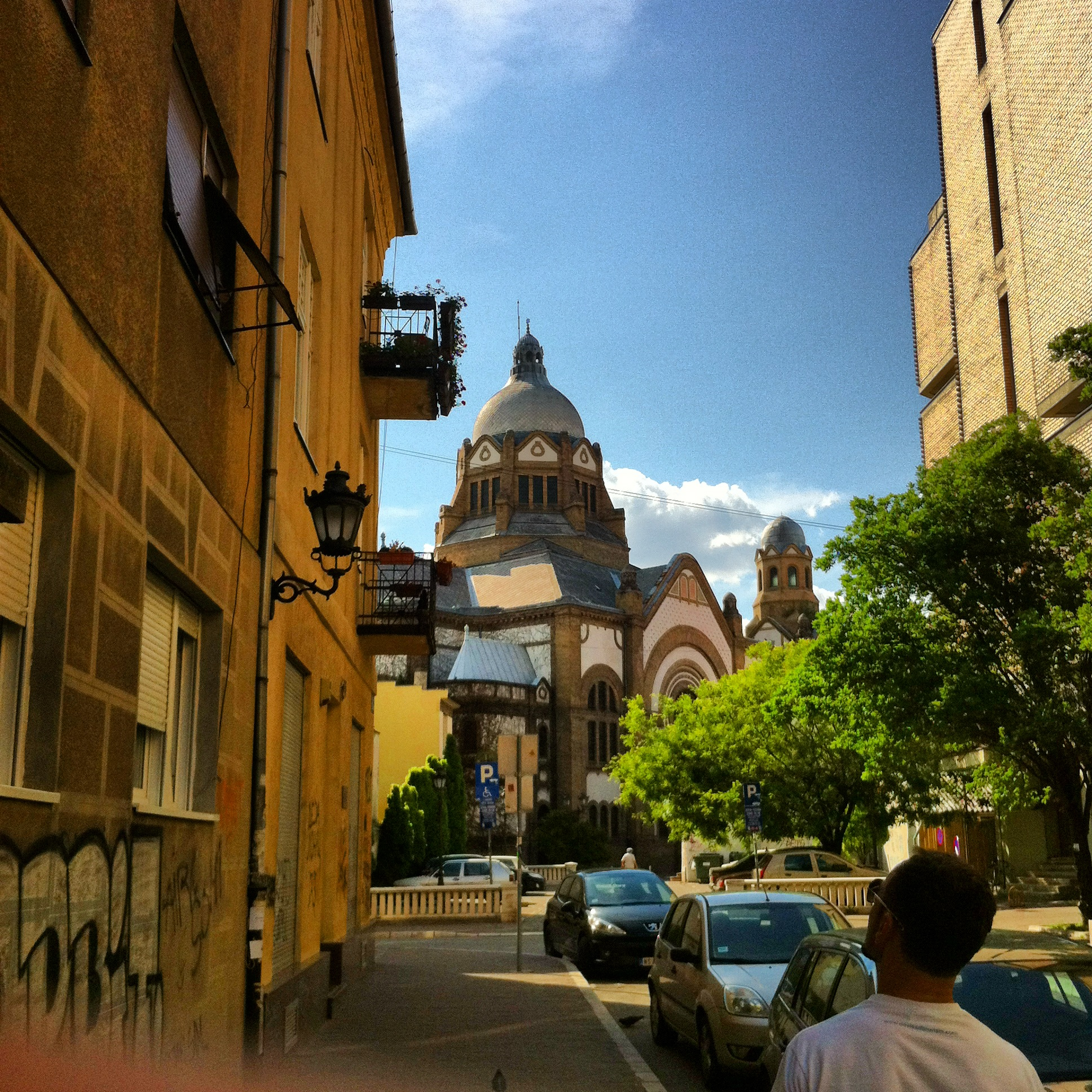
La synagogue de Novi Sad vue depuis la rue Petra Drapšina

Les travaux de construction commencèrent en 1905 et furent achevés en 1909. La nouvelle synagogue faisait partie d'un ensemble plus vaste comprenant un bâtiment abritant les bureaux de la Communauté juive ainsi que des logements accueillant les officiels de la synagogue et un autre abritant une école juive. À cette époque, Novi Sad faisait partie du royaume de Hongrie et la communauté appartenait à la communauté juive de Hongrie. Dans la ville, les Juifs parlaient le hongrois et ils adhéraient au judaïsme néologue.
Seulement un quart des 4 000 Juifs que comptait Novi Sad survécut à la Seconde Guerre mondiale ; 800 Juifs furent tués par la police hongroise lors du raid de janvier 1942, hommes, femmes et enfants. La synagogue fut désacralisée et dépouillée de ses objets de valeur sans que le bâtiment subisse d'importants dommages. Elle fut de nouveau consacrée en 1945. Cependant, dans les années 1950, une partie de la communauté s'expatria en Israël et dans d'autres pays et, dans les années 1970, les fidèles juifs priaient dans le bâtiment de la communauté et n'utilisaient la synagogue que pour les yamim noraïm (les « jours redoutables »). La communauté loua alors le bâtiment à la ville qui en fit une salle de concert, tout en l'utilisant chaque année pour la fête solennelle des yamim noraïm. L'ancienne école juive accueille aujourd'hui l'école secondaire de danse de Novi Sad.

## Synagogue

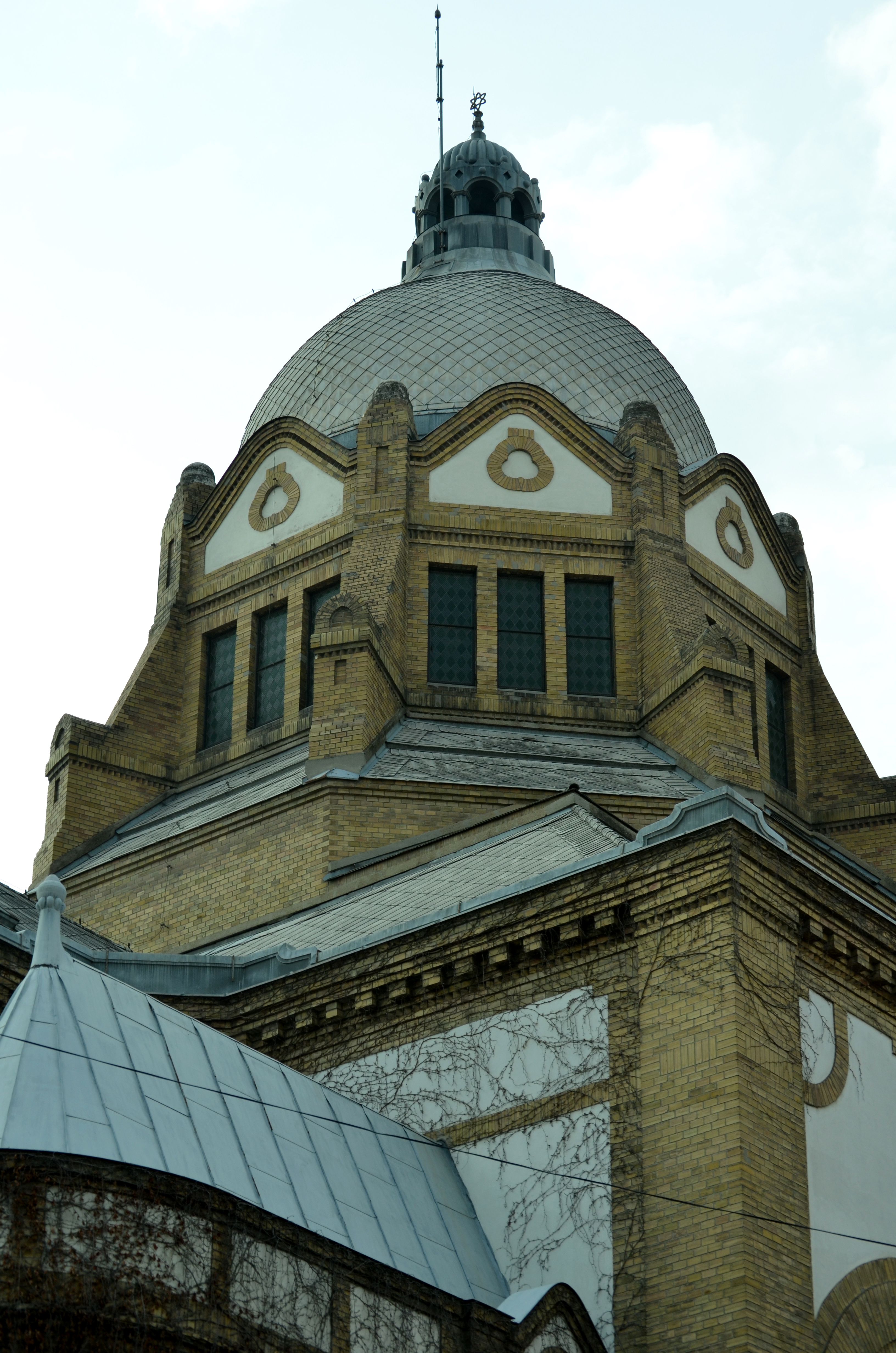
Détail du dôme

La synagogue est un bâtiment monumental caractéristique du style de la Sécession hongroise, qui combine les éléments Art nouveau et l'éclectisme architectural à la mode au milieu du XIXe siècle. Elle mesure 52,11 m de long sur 25,72 m de large. Le plan de la synagogue est celui d'une basilique à nef triple précédée d'un narthex et prolongée d'une abside triple,,.

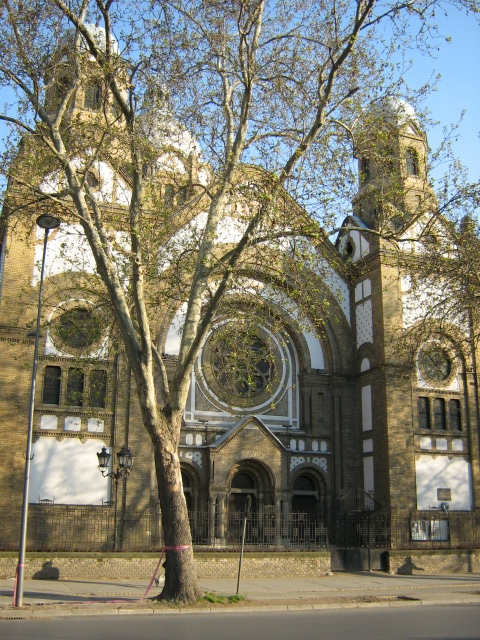
La façade occidentale

Le bâtiment est couronné d'un vaste dôme octogonal de 40,20 m de haut surmonté d'une lanterne qui domine les bâtiments alentour ; ce dôme est soutenu par des contreforts. Il dispose de huit fenêtres, chacune formant une triple ouverture éclairant la salle de prière, et décorées de rosettes,,.
Les façades extérieures de la synagogue, à l'exception de la façade orientale, sont dotées d'un porche surmonté d'une rosace avec des vitraux ; l'édifice comporte en tout neuf portes d'entrée,,. Certaines surfaces des façades sont recouvertes de briques jaunes, d'autres sont recouvertes d'un enduit peint ; les portails et les fenêtres sont encadrés de briques. La façade occidentale est flanquée de deux tours symétriques hautes de 27 m surmontées de deux dômes plus modestes que le dôme central. Elle est dotée de deux portails latéraux et d'un porche central, le plus imposant de l'édifice, surmonté d'un pignon et incorporé dans une arcade monumentale qui englobe également une rosace. La partie orientale de l'édifice se caractérise par une abside centrale proéminente et deux absides latérales plus petites. La façade occidentale et les murs méridionaux et septentrionaux sont décorés de deux Tables de la Loi avec des inscriptions en hébreu ; ces éléments constituent les seuls motifs typiquement juifs visibles à l'extérieur de l'édifice,,.

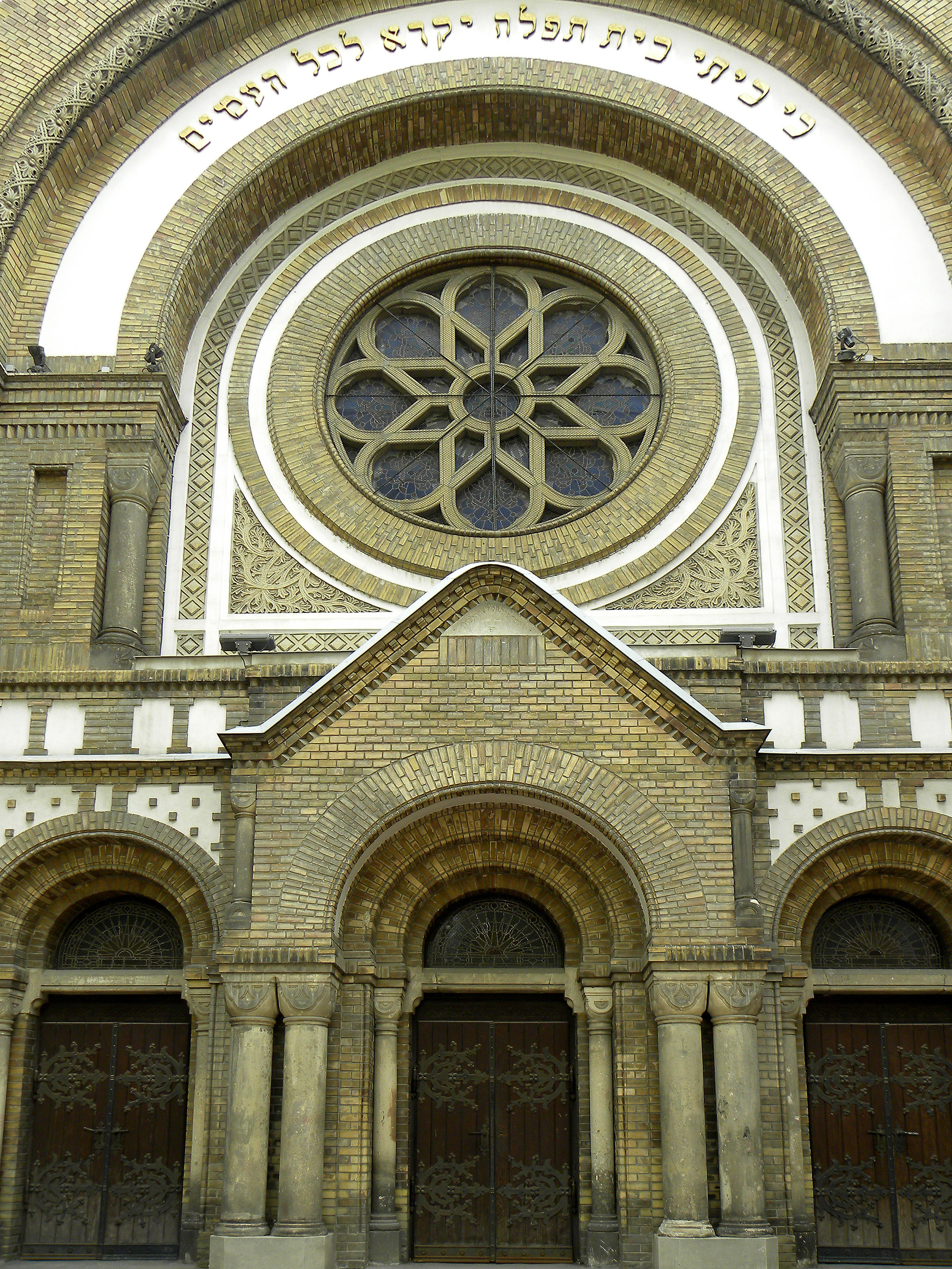
Détail du porche occidental

L'intérieur de la synagogue est organisé selon la structure traditionnelle des « synagogues libérales » de la seconde moitié du XIXe siècle. L'estrade de la bimah, où est lue la Torah, est située près de l'Arche sainte, à l'extrémité est de la salle de prière. Des rangées de bancs, au rez-de-chaussée et dans les deux galeries latérales de l'étage, sont réservées aux femmes. Les prières étaient conduites par un cantor accompagné d'un orgue, d'un chœur mixte et, à l'occasion, de solistes. Des frises courent sur les balustrades des galeries et la coupole éclaire l'intérieur grâce à ses grands vitraux ; de grands lustres pendant du plafond contribuent également à cet éclairage ; l'orgue a été réalisé en 1908 par le facteur Rieger de Jagerdorf (originaire de Trnava).
Dans l'entrée de la synagogue, on peut lire l'inscription « Ma maison sera appelée une maison de prière pour tous les peuples » (Isaïe, chapitre 56, verset 7). Dans le hall se trouve aussi une plaque commémorative avec les noms des chefs de la communauté de l'époque de la construction, ainsi qu'une plaque portant les noms des habitants juifs de Novi Sad morts au cours de la Première Guerre mondiale ; dans la synagogue elle-même se trouve une plaque en l'honneur du rabbin Ignjat Pap.

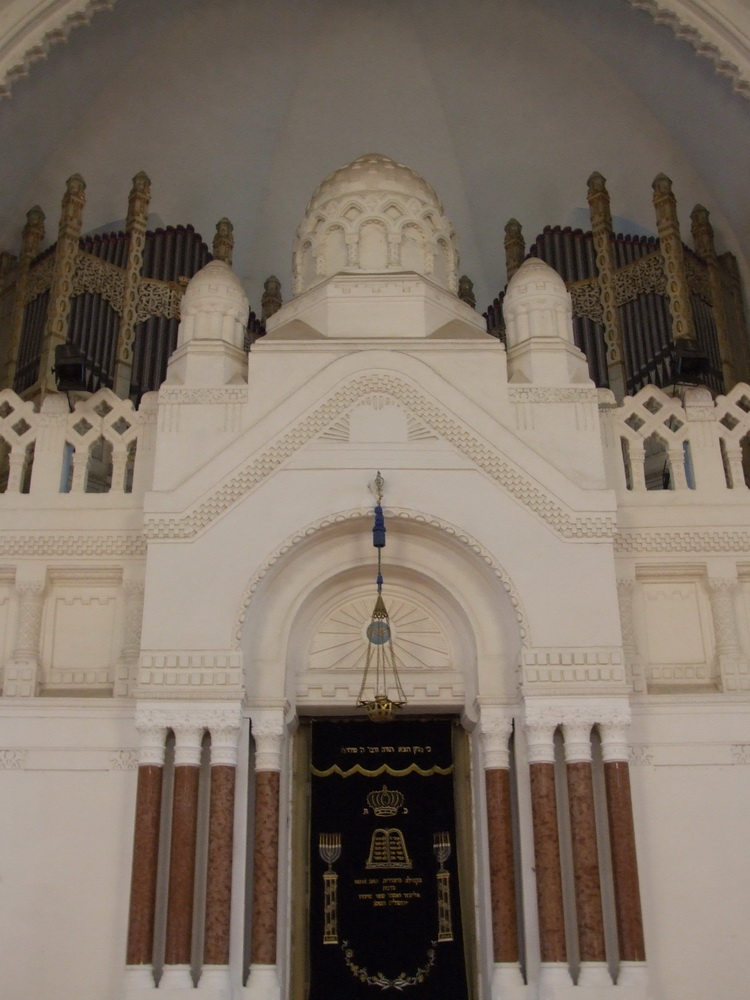
L'Arche sainte

## École et bâtiment de la communauté

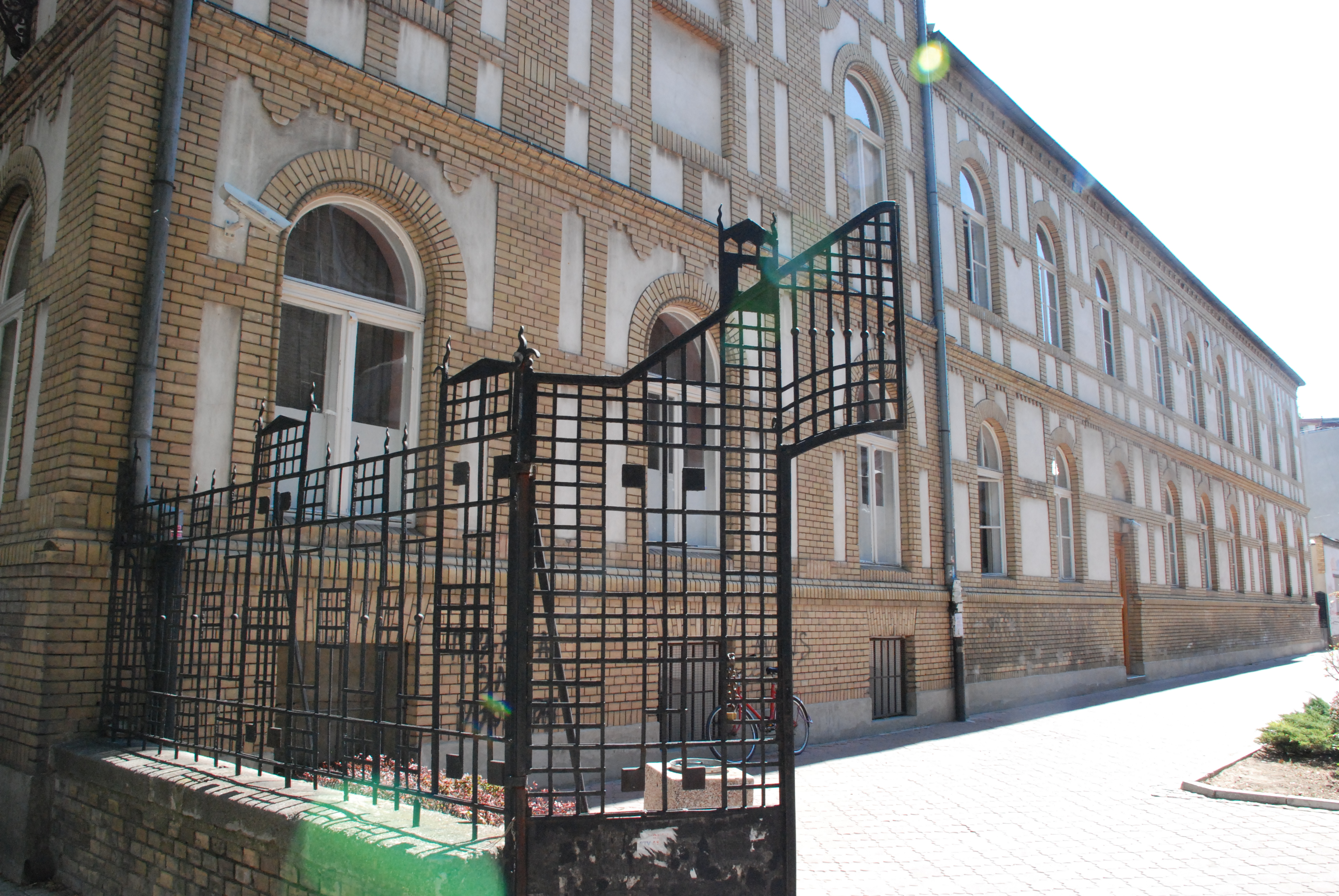
Le bâtiment de la Communauté juive

Le bâtiment de l'école, situé à gauche de la synagogue, a été achevé en 1907 et celui de la Communauté juive, situé à droite, en 1908. Ils sont construits dans les mêmes matériaux qu'elle mais dotés d'une décoration plus modeste.
Le complexe est séparé de la rue par une clôture en fer forgé portée par un socle de briques.